# جام جهانی فوتبال ۱۹۵۰
جام جهانی فوتبال ۱۹۵۰ مسابقاتی است که در سال ۱۹۵۰ به میزبانی برزیل برگزار شد. ۱۳ تیم در این مسابقات شرکت داشتند. این دوره از جام جهانی چهارمین دوره از این مسابقات بوده و به دلیل جنگ جهانی دوم ۱۲ سال بعد برگزار شد.

## تاریخچه
آغاز دوبارهٔ جام جهانی پس از جنگ جهانی دوم در ورزشگاه نوبنیادی در کشور برزیل انجام می‌شد که به شکل ماموت بسیار بزرگی با گنجایش بیش از ۲۰۰۰۰۰ تماشاگر تا آن روز بزرگ‌ترین استادیوم ورزشی جهان شناخته شده بود. رویداد دلخراش سقوط هواپیمای تیم ملی فوتبال ایتالیا در ماه مه سال ۱۹۴۹ که هفده ملی‌پوش ایتالیا و مربی نام‌آور این تیم را به کام مرگ فرستاده بود، از بخت تیم ملی ایتالیا می‌کاست. برای نخستین بار «فیفا» به بریتانیا اجازه داده بود که تیم‌های خود را برای گرفتن دو مقام در بازی‌ها شرکت دهد ولی اسکاتلند (یکی از تیم‌های اتحادیه فوتبال بریتانیا) که در آغاز ادعا نموده که یکی از بزرگان این جام خواهد بود، در «همپدن پارک» ۱ – ۰ شکست خورد و در نتیجه انگلستان می‌باید به تنهایی پرچم کشورش را به دوش می‌کشید. انگلستان علی‌رغم بازیکنانی همچون استنلی ماتیوس، الف رمزی و تام فینی ناباورانه از آمریکا و اسپانیا شکست خورد. در این دوره از بازی‌ها، مرحلهٔ نیمه‌پایانی وجود نداشت و چهار تیمی که از گروه‌های خود بالا می‌آمدند، در بازی‌های دوره‌ای به دیدار یکدیگر می‌رفتند تا بر اساس امتیاز قهرمان را بشناسانند. اروگوئه علی‌رغم درخشش در دور مقدماتی، در فینال دوره‌ای، نیمه نخست را برابر اسپانیا و سوئد بازنده بود و به سختی در نیمهٔ دوم برنده شد. مردم برزیل چنان از قهرمانی خود مطمئن بودند که پیش از برگزاری دیدار پایانی با اروگوئه، ترانهٔ پیروزی ملی را سروده و آن را آمادهٔ پخش نموده بودند ولی این آهنگ هیچ‌گاه شنیده نشد. برزیل با آن که در آغازین دقیقه‌های نیمهٔ دوم دروازه‌ی اروگوئه را گشود اما در ادامه پذیرای ۲ گل گردید تا در پایان این دیدار به جز مارش عزا آهنگ دیگری شنیده نشود. ۲۰۵۰۰۰ تماشاگر برای این نتیجهٔ غیرمنتظره در ورزشگاه ماراکانا اشک ریختند.

## ورزشگاه‌ها
| ریو دو ژانیرو                                                                                    | سائو پائولو                                                         | بلو هوریزونته                                                        |
| ------------------------------------------------------------------------------------------------ | ------------------------------------------------------------------- | -------------------------------------------------------------------- |
| ورزشگاه ماراکانا                                                                                 | ورزشگاه پاکائمبو                                                    | ورزشگاه ریموندو سامپایو                                              |
| ۲۲°۵۴′۴۳٫۸″ جنوبی ۴۳°۱۳′۴۸٫۵۹″ غربی / ۲۲٫۹۱۲۱۶۷°جنوبی ۴۳٫۲۳۰۱۶۳۹°غربی                            | ۲۳°۳۲′۵۵٫۱″ جنوبی ۴۶°۳۹′۵۴٫۴″ غربی / ۲۳٫۵۴۸۶۳۹°جنوبی ۴۶٫۶۶۵۱۱۱°غربی | ۱۹°۵۴′۳۰″ جنوبی ۴۳°۵۵′۴″ غربی / ۱۹٫۹۰۸۳۳°جنوبی ۴۳٫۹۱۷۷۸°غربی         |
| ظرفیت: ۱۹۹٬۸۵۴                                                                                   | ظرفیت: ۶۰٬۰۰۰                                                       | ظرفیت: ۳۰٬۰۰۰                                                        |
|                                                                                                  |                                                                     |                                                                      |
| ریو دو ژانیروسائو پائولوبلو هوریزونته کوریتیبا · پورتو آلگریرسیفیجام جهانی فوتبال ۱۹۵۰ (برزیل) · |                                                                     |                                                                      |
| کوریتیبا                                                                                         | پورتو آلگری                                                         | رسیفی                                                                |
| ۲۵°۲۶′۲۲″ جنوبی ۴۹°۱۵′۲۱″ غربی / ۲۵٫۴۳۹۴۴°جنوبی ۴۹٫۲۵۵۸۳°غربی                                    | ۳۰°۳′۴۲″ جنوبی ۵۱°۱۳′۳۸″ غربی / ۳۰٫۰۶۱۶۷°جنوبی ۵۱٫۲۲۷۲۲°غربی        | ۸°۳′۴۶٫۶۳″ جنوبی ۳۴°۵۴′۱۰٫۷۳″ غربی / ۸٫۰۶۲۹۵۲۸°جنوبی ۳۴٫۹۰۲۹۸۰۶°غربی |
| ورزشگاه دوریوال بریتو ئی سیلوا                                                                   | ورزشگاه دوس اوکالیپتوس                                              | ورزشگاه آدلمار ده کوستا کارولیو                                      |
| ظرفیت: ۱۰٬۰۰۰                                                                                    | ظرفیت: ۲۰٬۰۰۰                                                       | ظرفیت: ۲۰٬۰۰۰                                                        |
|                                                                                                  |                                                                     |                                                                      |

## تیم‌های شرکت کننده
در چهارمین دورهٔ جام جهانی تنها تیم‌های قاره‌های آمریکای جنوبی، آمریکای شمالی و اروپا شرکت کردند. 
آمریکای جنوبی
- اروگوئه
- برزیل
- بولیوی
- پاراگوئه
- شیلی

آمریکای شمالی، مرکزی و کشورهای حوزهٔ دریای کاراییب
- ایالات متحده آمریکا
- مکزیک

اروپا
- اسپانیا
- انگلستان
- ایتالیا
- سوئد
- سوئیس
- یوگسلاوی

### شیوهٔ امتیازدهی
بازی‌ها به صورت لیگی برگزار می‌شد، هر تیم با تمام تیم‌های دیگر گروه خود بازی می‌کرد. برای هر برد ۲ امتیاز، برای تساوی ۱ امتیاز و برای باخت صفر امتیاز به تیم‌ها داده می‌شد. از هر گروه یک تیم بالا می‌آمد.
در این دوره از بازی‌ها، مرحلهٔ نیمه‌پایانی وجود نداشت و چهار تیمی که از گروه‌های خود بالا می‌آمدند، در بازی‌های دوره‌ای به دیدار یکدیگر می‌رفتند تا بر اساس امتیاز قهرمان را بشناسانند.

### گروه‌بندی
این بازی‌ها در دو گروه چهار تیمی، یک گروه سه تیمی و یک گروه دو تیمی برگزار شد.

### نتایج مرحلهٔ گروهی
در جداول زیر:
- امتیاز = مجموع امتیازهای بدست آمده
- بازی = مجموع بازی‌های انجام شده
- برد = مجموعه تعداد بردها
- تساوی = مجموع تعداد تساوی‌ها
- باخت = مجموع تعداد باخت‌ها
- گل زده = مجموع تعداد گل‌های به‌ثمر رسیده
- گل خورده = مجموع تعداد گل‌های خورده
- تفاضل = تفاضل گل (گل زده - گل خورده)

#### گروه ۱
| تیم      | امتیاز | بازی | برد | مساوی | باخت | گل زده | گل خورده | تفاضل گل |
| -------- | ------ | ---- | --- | ----- | ---- | ------ | -------- | -------- |
| برزیل    | ۵      | ۳    | ۲   | ۱     | ۰    | ۸      | ۳        | ۵+       |
| یوگسلاوی | ۴      | ۳    | ۲   | ۰     | ۱    | ۷      | ۳        | ۴+       |
| سوئیس    | ۳      | ۳    | ۱   | ۱     | ۱    | ۴      | ۶        | -۲       |
| مکزیک    | ۰      | ۳    | ۰   | ۰     | ۳    | ۳      | ۱۰       | ۷-       |

- برزیل ۴ – ۱  مکزیک
- یوگسلاوی ۳ – ۰   سوئیس
- یوگسلاوی ۴ – ۱  مکزیک
- برزیل ۲ – ۲   سوئیس
- برزیل ۲ – ۰  یوگسلاوی
- سوئیس ۲ – ۱  مکزیک

#### گروه ۲
| تیم                 | امتیاز | بازی | برد | مساوی | باخت | گل زده | گل خورده | تفاضل گل |
| ------------------- | ------ | ---- | --- | ----- | ---- | ------ | -------- | -------- |
| اسپانیا             | ۶      | ۳    | ۳   | ۰     | ۰    | ۶      | ۱        | ۵+       |
| انگلستان            | ۲      | ۳    | ۱   | ۰     | ۲    | ۲      | ۲        | ۰        |
| شیلی                | ۲      | ۳    | ۱   | ۰     | ۲    | ۵      | ۶        | -۱       |
| ایالات متحده آمریکا | ۲      | ۳    | ۱   | ۰     | ۲    | ۴      | ۸        | -۴       |

- اسپانیا ۳ – ۱  ایالات متحده آمریکا
- انگلستان ۲ – ۰  شیلی
- ایالات متحده آمریکا ۱ – ۰  انگلستان
- اسپانیا ۲ – ۰  شیلی
- اسپانیا ۱ – ۰  انگلستان
- شیلی ۵ - ۲ ایالات متحده آمریکا

#### گروه ۳
| تیم      | امتیاز | بازی | برد | مساوی | باخت | گل زده | گل خورده | تفاضل گل |
| -------- | ------ | ---- | --- | ----- | ---- | ------ | -------- | -------- |
| سوئد     | ۳      | ۲    | ۱   | ۱     | ۰    | ۵      | ۴        | ۱+       |
| پاراگوئه | ۲      | ۲    | ۰   | ۲     | ۰    | ۴      | ۴        | ۰        |
| ایتالیا  | ۱      | ۲    | ۰   | ۱     | ۱    | ۴      | ۵        | -۱       |

- سوئد ۳ – ۲  ایتالیا
- سوئد ۲ – ۲  پاراگوئه
- ایتالیا ۲ – ۲  پاراگوئه

#### گروه ۴
| تیم     | امتیاز | بازی | برد | مساوی | باخت | گل زده | گل خورده | تفاضل گل |
| ------- | ------ | ---- | --- | ----- | ---- | ------ | -------- | -------- |
| اروگوئه | ۲      | ۱    | ۱   | ۰     | ۰    | ۸      | ۰        | ۸+       |
| بولیوی  | ۰      | ۱    | ۰   | ۰     | ۱    | ۰      | ۸        | -۸       |

- اروگوئه  ۸ – ۰  بولیوی

## مرحله پایانی
| تیم     | بازی | برد | مساوی | باخت | امتیاز | گل زده | گل خورده | تفاضل گل |
| ------- | ---- | --- | ----- | ---- | ------ | ------ | -------- | -------- |
| اروگوئه | ۳    | ۲   | ۱     | ۰    | ۵      | ۷      | ۵        | +۲       |
| برزیل   | ۳    | ۲   | ۰     | ۱    | ۴      | ۱۴     | ۴        | +۱۰      |
| سوئد    | ۳    | ۱   | ۰     | ۲    | ۲      | ۶      | ۱۱       | -۵       |
| اسپانیا | ۳    | ۰   | ۱     | ۲    | ۱      | ۴      | ۱۱       | -۸       |

- اروگوئه  ۲ – ۲  اسپانیا
- برزیل ۷ – ۱  سوئد
- اروگوئه  ۳ – ۲  سوئد
- برزیل ۶ – ۱  اسپانیا
- سوئد ۳ – ۱  اسپانیا
- اروگوئه  ۲ – ۱  برزیل

### پایانی
ریو دو ژانیرو - ۱۶ ژوئیه ۱۹۵۰
- اروگوئه ۲ – ۱  برزیل
- بازیکنان  اروگوئه: ماسپولی؛ م گونزالس، ترخا؛ گامبتا، وارلا (کاپیتان)، آندراده؛ آلچدس گیجیا، پرز، میگوئز، خوان آلبرتو شیافینو، موران
- بازیکنان  برزیل: باربوسا؛ آگوستو (کاپیتان)، ژوونال؛ بائوئر، دانیلو، بیگوده؛ فرایچا، زیزینیو، آدمیر، ژایر، شیکو

گل: شیافینو، گیخیا (اروگوئه) – فرایچا ( برزیل)
داور: ریدر (انگلستان)
تماشاگر: ۲۰۵۰۰۰ نفر

## تابلوی افتخار
- بهترین خط حمله:  برزیل (۲۲ گل)
- بهترین خط دفاع:  اروگوئه (۵ گل)
- همهٔ تماشاگران: ۱۳۳۷۰۰۰ نفر
- بهترین بازیکن: خوان آلبرتو شیافینو (اروگوئه)

| قهرمان جام جهانی ۱۹۵۰ برزیل |
| --------------------------- |
| · اروگوئه · دومین عنوان     |